# Anna Turska
Anna Turska (ur. 30 czerwca 1930 w Zembrowie, zm. 22 marca 2014) – polska prawniczka, teoretyk prawa, profesor nauk prawnych.

## Życiorys
W 1954 roku ukończyła studia na Wydziale Prawa Uniwersytetu Warszawskiego. W 1963 roku uzyskała stopień doktora. Habilitowała się w 1971 roku na podstawie pracy Czynnik społeczny i zawodowy w wymiarze sprawiedliwości. W 1987 roku uzyskała tytuł profesora nadzwyczajnego.
Od 1954 roku pracowała naukowo na Wydziale Prawa Uniwersytetu Warszawskiego. W 1981 roku została kierownikiem Zakładu Teorii Państwa i Prawa, a od 1989 do 2000 roku była kierownikiem Katedry Socjologii Prawa. Ponadto od 1990 do 1998 roku była prodziekanem Wydziału Prawa UW do spraw naukowych. Na Uniwersytecie Warszawskim pracowała do 2011 roku.
W latach 1998–2001 była rektorem Wyższej Szkoły Administracji Publicznej w Ostrołęce.
W pracy naukowej prezentowała krytyczne podejście do dogmatyki prawa i zajmowała się badaniami empirycznymi nad prawem. Zajmowała się m.in. badaniem instytucji ławników w wymiarze sprawiedliwości, problematyką samorządową, społecznymi dysfunkcjami prawa, problematyką edukacji prawnej i kultury prawnej. Po 1989 roku zajmowała się badaniem wykluczenia prawnego i przemianami postaw ludzi wobec prawa w okresie transformacji.
Była autorką wielu prac naukowych, pod jej redakcją ukazało się też wiele prac zbiorowych.

### Wybrane publikacje
- Czynnik społeczny i zawodowy w wymiarze sprawiedliwości (1971)
- Samorządność osiedlowa: studium empiryczne (1982)
- Kultura prawna i dysfunkcjonalności prawa (1988)
- Doświadczenia i aspiracje samorządowe (wraz z Elżbietą Łojko i Wiesławem Staśkiewiczem; 1989)
- Anatomia działań zbiorowych w społecznościach lokalnych (praca zbiorowa pod red. Anny Turskiej; 1990)
- Społeczne wizerunki prawa: z badań – Jakiego prawa Polacy potrzebują? (praca zbiorowa pod kierownictwem naukowym Anny Turskiej; 1999)
- Humanizacja zawodów prawniczych a nauczanie akademickie (praca zbiorowa pod redakcją Anny Turskiej; 2002)
- Współczesne problemy społeczności lokalnych i administracji samorządowej (praca zbiorowa pod redakcją Elżbiety Łojko i Anny Turskiej; 2008)
- Prawo i wykluczenie: studium empiryczne (praca zbiorowa pod redakcją Anny Turskiej; 2010)